# آی‌ام‌آی کورپوریشن
آی‌ام‌آی کورپوریشن (انگلیسی: Integrated Micro-Electronics, Inc.) شرکت خوشه‌ای فیلیپینی است، که در سال ۱۹۸۰ تأسیس شد.